# Xenophysella greensladeae

Xenophysella greensladeae  (лат.) — вид полужесткокрылых насекомых из семейства Peloridiidae. Новая Зеландия.

## Описание
Мелкие полужесткокрылые насекомые с полупрозрачными надкрыльями, длина тела 2—3 мм. Ширина головы 1,07-1,26 мм;
длина головы 0,26-0,38 мм. Комбинированная ширина двух надкрылий до 1,78 мм. Основная окраска серовато-жёлтая, глаза красновато-коричневые. Форма тела широкоовальная, плоская. Оцеллии отсутствуют. Усики короткие 3-члениковые, булавовидные. Ротовые части гопогнатические. Лапки 2-члениковые. Нелетающие брахиптерные насекомые. Встречаются в лесах из южного бука (Nothofagus). Сезонность: отмечены в ноябре — декабре и феврале.